# Psilorhynchus gracilis
Psilorhynchus gracilis is een straalvinnige vissensoort uit de familie van de spoelgrondels (Psilorhynchidae). De wetenschappelijke naam van de soort is voor het eerst geldig gepubliceerd in 1983 door Rainboth.